# ジョン・チヴィントン
ジョン・ミルトン・チヴィントン (John Milton Chivington, 1821年1月27日 - 1892年10月4日)は、南北戦争のニューメキシコ戦役とコロラド戦争での活躍で知られる19世紀のアメリカ合衆国陸軍士官。彼は1862年のグロリエタの戦いの英雄として称えられたものの、後に起きた1864年のサンドクリークの虐殺により、彼の名声は悪名高いものと化す。

## 若年期
チヴィントンはオハイオ州レバノン(w:Lebanon, Ohio)に生まれた。メソジスト教会で洗礼を受けたチヴィントンは聖職者になることに決めて、1844年に聖職に定められた。1853年、彼はカンザス州のインディアン部族、ワイアンドット族の伝道のため、メソジスト伝道遠征隊に参加した。 1856年、奴隷制度に対する率直な憎しみのために、チヴィントンは彼の集会で奴隷制を支持しているメンバーから脅迫状を受け取った。この結果、メソジスト教会はチヴィントンをネブラスカ州オマハの教区に移した。1860年、 チヴィントンは彼の家族とともにコロラド州デンバーへ移動し、メソジスト教会ロッキー山脈地区で、年長の議長として活動した。

## 南北戦争
翌年戦争が勃発したとき、コロラド準州知事のウィリアム・ギルピン(w:William Gilpin (governor))は牧師としての権限を彼に提供したが、チヴィントンはこれを拒否し、戦争に参加したいことを告げた。こうして、彼はジョン・P・スロウ(w:John P. Slough)大佐率いる第1コロラド志願兵(w:1st Colorado Volunteers)の少佐となった。ヘンリー・ホプキンス・シブレーによるニューメキシコ準州でのテキサスの攻勢の間、1862年3月26日にチヴィントンはアパッチ峡谷に418名の強固な分遣隊を率いて、そこで彼らはチャールズ・L・パイロン少将指揮下の300名のテキサス軍を驚かせた。驚いたテキサス軍は4名が殺され、20名が負傷し、75名が捕らえられた。一方でチヴィントンの兵士は5名死亡、14名が負傷した。この小さな勝利はスロウの軍隊の士気を高めた。3月28日、スロウはチヴィントンと彼の400名の兵士を、いったんスロウの本隊によるグロリエタ峠の前線での攻撃に従事した後、旋回する命令によってシブレーを攻撃するために派遣した。チヴィントンは峠の上に陣取ったが、スロウまたはシブレーが到着するのを無駄に待つことになった。彼らが待っている間、数名の偵察が、シブレーの貨物の積まれた供給列車がジョンソンズ牧場の近くにあることを報告した。チヴィントンの指令によって部隊はスロープを滑降し、疑いようの無い供給列車に忍び寄った。彼らは隠れて1時間待ち、そして攻撃して、誰も殺されたり負傷したりすることなく連合国軍の小規模な警備隊を捕らえて撤退した。その間、グロリエタの戦いはピジョンズ牧場で展開していた。チヴィントンは急いで後退しているのが見て取れたスロウの本隊に戻った。連合国軍はグロリエタの戦いで勝利した。しかしながら、チヴィントンのおかげで、彼らにはさらに前進するための供給物資が全くなく、やむを得ず後退した。チヴィントンは戦いの結果を完全に覆し、そして、シブリーの部下がテキサスに向かって戻って、二度とニューメキシコを脅かさなかった。
彼の南部同盟の供給列車の発見は純粋にアクシデントだったが、当然チヴィントンはジョンソンズ牧場の彼の決定的な攻撃でかなりの称賛を得た。また、彼が、砲火がピジョンズ牧場から来るのを聞いてすぐにチヴィントンがスロウの軍隊を強化するために急いで帰ったなら、彼の400人の余分な兵士によって北軍が戦いに勝ったかもしれないと示唆された。チヴィントンは、誰も実際に殺されたり負傷したり事件で、南北戦争のマイナーな軍事の英雄になったという点で珍しかった。彼は1862年4月に第１コロラド志願兵騎馬隊連隊の大佐に任命された。しかしながら、チヴィントンのより暗い側面は、捕らわれているた南部同盟の牧師の苦情により明らかにされている（牧師の証言が全て信用できるのならば、ではあるが）。その牧師は、ジョンソンズ牧場で捕らえた囚人を殺すとチヴィントンに脅かされたと残している。1862年11月に、彼は志願兵部隊の准将に任命されたが、役職は1863年2月に解かれた。

## サンドクリークの虐殺
1864年11月、アラパホ族を含むシャイアン族インディアンの一団を、アーカンソー川沿いの彼らの保留地から、インディアン準州（現在のオクラホマ州）の新しい保留地へ強制移住させるため、チヴィントンは監督官として第一コロラド騎馬隊を率い、ベントズ・フォートからコロラド南東部に入った。この際、サンドクリーク沿いに野営した彼ら非武装のインディアンに対してチヴィントンの部隊が行った無差別虐殺「サンドクリークの虐殺」を指揮した。
彼は当時白人の間で普通に主張されていたインディアン嫌いを隠そうとせず（隠す必要性が無い）、次のような言葉を残している。
チヴィントンの率いた部隊が虐殺したのは、和平派のシャイアン族のバンド（一団）で、ブラック・ケトル酋長はティーピーのてっぺんに白旗を掲げて非武装・無抵抗の意志を示していた。にも拘わらず攻撃を加えている。白旗を掲げている相手に軍事攻撃を加えるのは非人道的であり、完全に一方的な虐殺行為である。
チヴィントンは当時の白人達が皆そうであったように、インディアンの部族が細かいバンドに分かれ、それぞれが独立した自治を保ち、部族とは決して一枚板ではない、ということが理解出来ていなかった。「シャイアン族が白人に逆らっている」ということは「シャイアン族の部族の中で、白人に逆らっているバンドがある」ということなのだが、白人社会にはこれが難しく、また解りにくいことであり、まるですべてのシャイアン族が一団となって白人に逆らっているように見えていた。とはいえインディアンの文化に興味も関心も無く、彼らに消えて無くなってほしいと考えていた質の人間達には、理解すること自体無理な話であり、自然な解釈であると言える。
チヴィントンはこの無差別虐殺の命令として、兵士たちにこう叫んだと後世の伝記物などで主張されている。
このチヴィントンの虐殺命令に対し、将校のひとりサイラス・スーレはこれに逆らい、「目の前のシャイアン族は友好的である」として（相手は白旗を掲げていた為）、部下に火器の使用をしないよう命令した。だが軍は命令通り、「大きいのも小さいのも（大人も子供も女も）」無差別銃撃を加え、彼らの虐殺を実行した。シャイアン族戦士達は抵抗しようと試みたが、突然襲われた事、そしてこの直前に無抵抗の意思表示として自主的に武装を解除していたため、抵抗というような抵抗もできずに殺された。
この「勝利」（完全な虐殺であるが、この時点での米国民の見解は戦勝である）を祝って、彼らの本陣のある西部のコロラドのデンバーでは記念行進が行われ、一般大衆や新聞は「南北戦争以来の栄光」として賞賛した。後にスーレの告発によってその内容が明らかになると、東部白人社会にスキャンダルを巻き起こす事となる。
チヴィントンは、彼の軍が交戦したのは「敵対的なインディアン」であり、何名かの兵士（実際はほとんどの兵士）が記念品としてインディアンの身体の一部（男女の生殖器や頭の皮）を切り取った行為は、単にその勝利を祝ったものだった、と証言した（当時よく行われていた戦利品の簒奪行為でもある）。
しかしスーレと彼の部下、告発協力者らの証言によって、事件の調査が行われ、陸軍の軍法会議では、チヴィントンが部隊に発した命令は違反行為という結論が下された。
スーレ達はチヴィントンに不利な証言をしたため、チヴィントンはスーレを偽証者と糾弾したとされ、後にスーレはサンドクリークの虐殺に加わっていたというチヴィントン部下の兵士によって殺害されている。この殺害にチヴィントンが関わったとされているが証拠は無い。
この虐殺における、チヴィントンの冷酷といえる行動は痛烈に非難されたが、彼はすでに陸軍を去っており、一般的な南北戦争後の恩赦制度では、彼の刑事責任を問うことができなかった。とある陸軍裁判官は、サンドクリークが「恥と憤りですべてのアメリカ人の顔を覆うことができるくらいの冷血な虐殺」であったと言及したとされている。
死体の切断を含む虐殺の野蛮さに対して「東部」大衆は激しく米国のイメージを損なった事に憤り、それは後に中西部のインディアンとの全面戦争の考えを一部見直すよう米国議会に申し入れるほどのものであったとされている。　ただし彼らの主張は「インディアン達に「保留地」を与え、年金手当て等を正しく施せばこんな問題など無くなるはずだ」という、インディアン達からすれば非現実的な、白人の一方的な思考かつ偽善心に掻き立てられた同情程度のものであった。
1866年12月21日、フェッターマン大尉らの部隊がシャイアン族とスー族の連合軍と対峙した際、彼らは挑発に乗ってしまい結果的に全滅する事態に遭ったとき、シャイアン族の戦士達はフェッターマン含む米軍兵士に対し、彼らの身体を残酷に切り裂いて、チヴィントン隊が起こした残虐行為の報復を行っている。

## 晩年
厳しく罰せられることはなかったが、チヴィントンはコロラド民兵を辞職させられた。一部大衆の激しい憤りは、彼を政治から引き下がらせ、州制へ向けたコロラドの運動に彼は加われなかった。1865年、彼はネブラスカに戻って、貨物運送業になったが不首尾に終わったという。
カリフォルニアに少し住んだ後に、チヴィントンはオハイオに戻り農業をし、後に地方紙の編集者になった。1883年、彼はオハイオ立法府で選挙運動をしたが、対立候補がサンドクリークの虐殺に注意を向けたので、やむを得ず引き下がった。彼はデンバーに移り、1892年に癌で死ぬまで、執行官代理として働いた。
チヴィントンは終生、「サンドクリークの虐殺」は首尾よく行われた軍事任務であり、遠征自体がインディアンによる一連の白人に対する襲撃に対抗したものだったと主張した。彼自身は、「虐殺」がシャイアン族、アラパホ族、スー族の怒りを買い、またインディアンによる白人襲撃の大義名分を強めた事となり、白人への襲撃を増加させ多くの人々が殺されたという結果を都合よく無視している。
彼が起こした虐殺は非人道的な悪夢的破壊行為であり、この罪が追及され続けるのは自然な流れである。だが、白人たちの入植以降、数えきれないほどインディアンへ犯してきた虐殺・蛮行の事実を都合よく解釈し、彼に全責任を押し付け、他の民族浄化から注意を逸らそうとしているのもまた事実である。
1887年、ミズーリ・パシフィック鉄道の鉄道町として、虐殺のあった場所にかなり近いところにコロラド州チヴィントンの町が設立され、名前もそのままジョン・チヴィントンにちなんで名付けられた。その町は、1920年代と1930年代のダストボウルの間、いくつかの建物がまだ残っていたが、やがて無人となり見捨てられた。